# Mutabella
Mutabella es un género de foraminífero planctónico de la subfamilia Globigerinitinae, de la familia Candeinidae, de la superfamilia Globorotalioidea, del suborden Globigerinina y del orden Globigerinida. Su especie tipo era Mutabella mirabilis. Su rango cronoestratigráfico abarcaba desde el Burdigaliense (Mioceno inferior) hasta el Langhiense (Mioceno medio).

## Descripción
Mutabella incluía especies con conchas trocoespiraladas, con tendencia a hacerse planiespiralada, y de forma globigeriniforme a discoidal-globular; sus cámaras eran subesféricas a ovaladas, creciendo en tamaño de manera rápida; sus suturas intercamerales eran incididas y rectas o curvadas; su contorno ecuatorial era subcuadrado y lobulado; su periferia era redondeada; su abertura principal era interiomarginal, umbilical-extraumbilical a espiroumbilical, de arco bajo, y protegida con un diente o placa extendida al ombligo; ocasionalmente presentaban aberturas suplementarias suturales o areales; presentaban pared calcítica hialina, microperforada, y superficie pustulada.

## Discusión
Clasificaciones posteriores han incluido Mutabella en la familia Globigerinitidae.

## Clasificación
Mutabella incluye a la siguiente especie:
- Mutabella mirabilis †